# Otto Horrebow
Otto Horrebow (født 25. februar 1769 i København, død 10. juli 1823 sammesteds) var en dansk teologisk forfatter, samfundsdebattør og bladugiver. Han var søn af Christian Horrebow og bror til Magnus Horrebow.

## Opvækst og ungdom
Horrebow blev 1785 student fra Odense og tog 1793 teologisk embedseksamen, blev siden vicedekan på Kommunitetet, men fik aldrig nogen virkelig livsstilling. 1813 ægtede han enken Sophie Frederikke Grüner (født Kroll) (død 1814).
Horrebow var utvivlsomt en begavet mand, han fik, hvad den gang var ualmindeligt, udmærkelse til teologisk embedseksamen, og han havde adskillige evner, der gjorde ham skikket til at være forfatter eller egentlig rettere journalist. I omtrent 10 år vakte han stor opsigt, men derefter forsvinder han næsten helt, så vi knap have tarvelige efterretninger om hans liv.
Ved at læse Voltaire var han tidlig bleven ført bort fra kristendommen, og da han som kandidat gik på Nicolai Edinger Balles homiletiske kursus, skrev han samtidig i det af Malthe Conrad Bruun udgivne tidsskrift Samleren artikler, der, siger Balle, "under Skin af at gjøre Jesus til en blot Fornuftfilosof, i Grunden omskabte ham til en Bedrager à la Muhammed". Hans standpunkt var den reneste og fladeste lyksalighedslære; vi stræbe, siger han, "alle efter at nyde og udbrede Lyksalighed". Vejen hertil er ganske vist vist i Jesu religion, men denne er forfalsket fra begyndelsen af; ikke blot det Gamle Testamente indeholder de uværdigste forestillinger om Gud, men det samme er tilfældet med det nye. Det var hans hensigt at fremstille denne Jesu religion i sin renhed som ét med fornuftens religion, der kan indbefattes i de 3 ord: Gud, Dyd og Udødelighed.
Horrebow lod sig ikke bestikke af, at mange teologers lære den gang nærmede sig til hans egen. Han angreb Christian Bastholm og Henrik Georg Clausen lige så vel som biskop Balle, men det var dog mod denne, hovedslaget stod.

## Jesus og Fornuften
Hans første angreb på Balle var, da han 1796 i anledning af dennes bibellæsninger skrev en pjece: Harlekin Præst, der kun udmærker sig ved sin plumphed. Det næste år overtog han redaktionen af ugeskriftet Jesus og Fornuften, der allerede var begyndt året i forvejen, men den gang udgivet af "en anden berømt Mand", der dog havde måttet standse udgivelsen, da nogle få numre var udkomne. Mod dette og andre tidsskrifter af lignende art skrev da Balle sit: Bibelen forsvarer sig selv, og nu var striden stående. Begge modstandere var utrættelige, Horrebow ikke blot på prosa, men også på vers, som han skrev ret flydende, men udbyttet var kun ringe. Alt løb ud i enkeltheder, i tvist om forklaring af dette eller hint skriftsted og om ægtheden eller uægtheden af dette eller hint skrift.
Man forbavses ved at læse denne lange polemik over, at det ikke kunne lykkes Balle at fremstille selve princippet i striden; han stod dog langt nok fra Horrebow til, at dette ikke ville have været så vanskeligt. Men også han talte jo om lyksalighed, og det blev ikke klart, hvor forskellig de to modstandere brugte ordet.
Da Trykkefrihedsforordningen af 1799 udkom, og de andre tidsskrifter af samme Retning ophørte, blev Horrebows ved (indtil 1801); han ville ikke lade sig skræmme, og at han virkelig ikke var bange, ses på mange steder, f.eks. når han 1800 lader Dalai Lama holde en tale til sine bonzer og formane dem til at bekæmpe den naturlige religion ved at forsikre, at den ender i ateisme, til at fremme al slags overtro og til ikke at forsømme nogen lejlighed til at fortrænge den sunde menneskeforstand. Rimeligvis skyldes det også kun Balles frisindethed, at han undgik tiltale.
Jesus og Fornuften fik dødsstødet ved en polemik, Anders Sandøe Ørsted førte imod det for dets stadige angreb på Immanuel Kants filosofi. Ørsted har siden erkendt, at hans angreb havde mange svage punkter; det forsvarede således den såkaldte moralske udlægning af Bibelen. Men han formåede i modsætning til Balle at fremdrage den principielle forskel, i det han opstillede den absolutte morals grundsætning. Dyden var ikke, som Horrebow påastod, et middel til lyksalighed, men i sig selv det højeste gode, og Ørsted sejrede, måske ikke så meget, fordi både hans standpunkt og hans evner stod højt over hans modstanders, som fordi han udtalte, hvad der nu i lang tid skulle blive løsenet for dem af de yngre, i hvem der var nogen åndelig drift.

## Senere tid
Horrebow mistede helt den indflydelse, han mærkelig nok en tid havde haft på de studerende. I senere år vakte hans forfatterskab kun liden opmærksomhed. Han udgav et sørgespil, Edvy og Elgiwe (1811), samt en del oversættelser og deltog i et par litterære fejder, bl.a. 1813 i Jødefejden 1813.
Han var desuden husdigter i den københavnske klub "Det bestandige borgerlige Selskab" i perioden 1805-1816.
Efter et rygte, der dog kan trænge til nærmere bekræftelse, skal han på sine ældre dage have fortrudt sin litterære virksomhed og med andagt være gået til alters hos præsten Homann i
Hammer, der var gift med hans søster.